# Gonzalo Barroilhet
Pour les articles homonymes, voir Barroilhet.
Gonzalo Barroilhet Costabal, né le 19 août 1986 à Santiago, est un athlète chilien, spécialiste du décathlon.
Il participe aux Jeux olympiques de 2008 et à ceux de 2012, où il termine 13e. Il bat le record du Chili du décathlon à Charlottesville en avril 2012, en atteignant les 8 065 points.
Il a aussi détenu le record national du 110 m haies de 2008 à 2023.